# Le Plessis-Pâté
Le Plessis-Pâté è un comune francese di 4 048 abitanti situato nel dipartimento dell'Essonne nella regione dell'Île-de-France.

## Società

### Evoluzione demografica
Abitanti censiti